# Katedra w Tampere
Katedra w Tampere (fiń. Tampereen tuomiokirkko, szw. Tammerfors domkyrka) – kościół w Tampere, w Finlandii i siedziba protestanckiej diecezji Tampere. Katedra została zaprojektowana przez Larsa Soncka i wybudowana w latach 1902–1907.

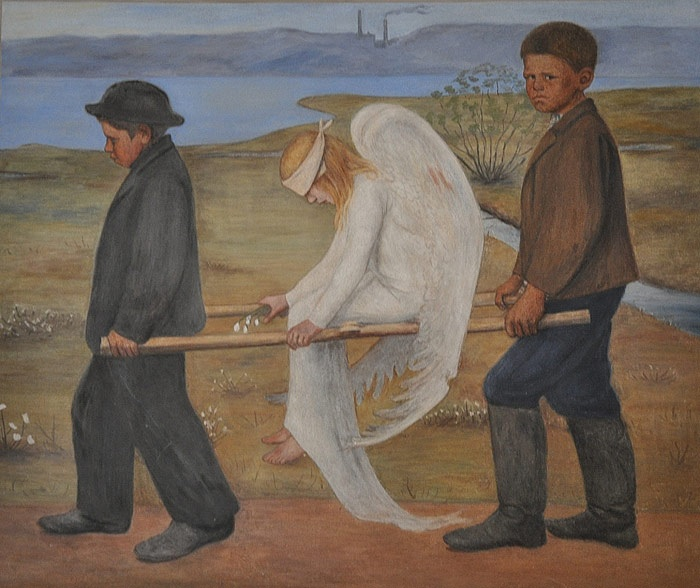
Ranny anioł – fresk Simberga

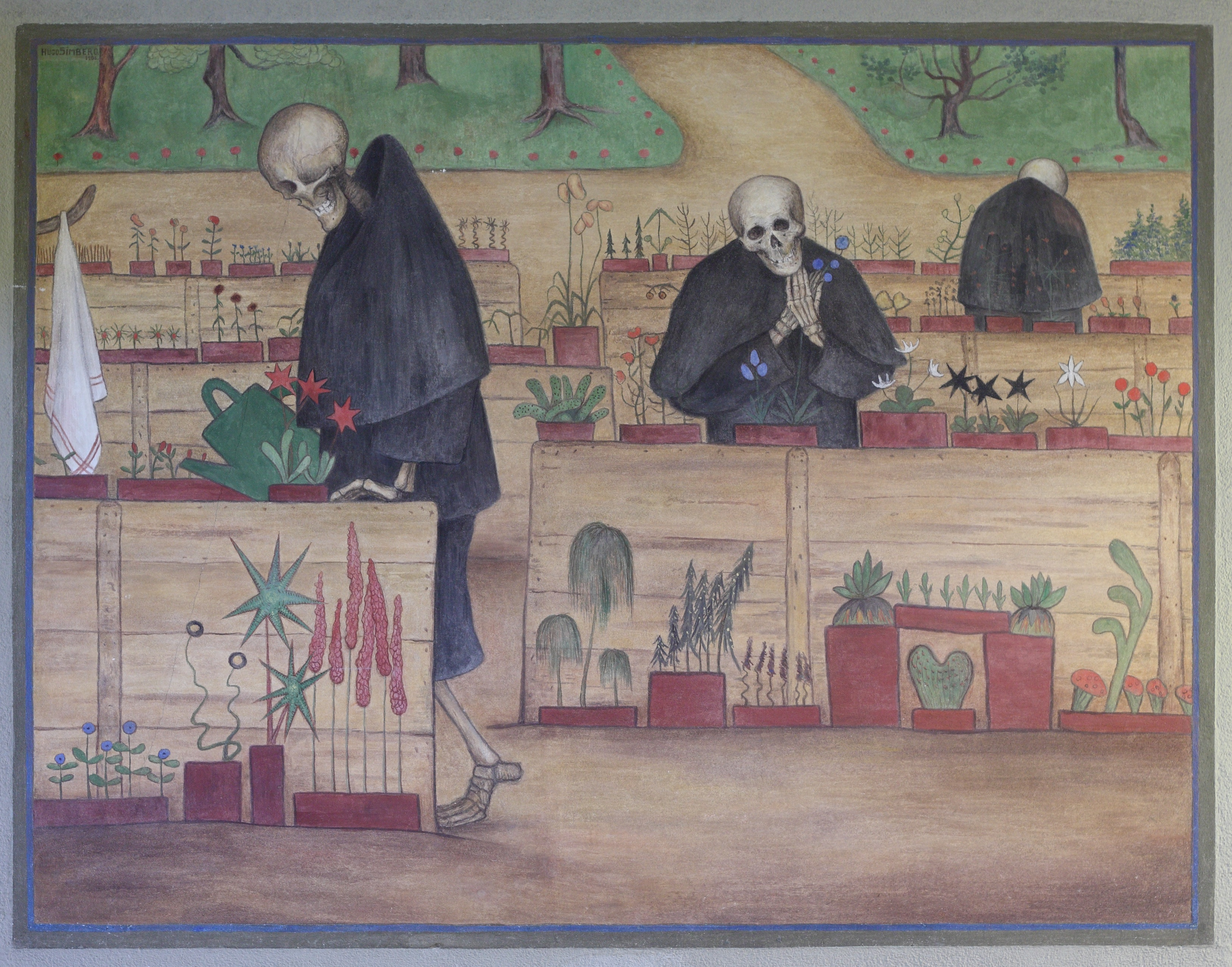
Ogród Śmierci – fresk Simberga

Katedra słynie z fresków namalowanych przez znanego symbolistę Hugo Simberga między 1905–1906. Obrazy rannego anioła i Ogrodu Śmierci budziły znaczną krytykę jeszcze w czasie ich malowana. Szczególne kontrowersje budziło malowane przez Simberga w najwyższym punkcie sufitu skrzydlatego węża na czerwonym tle, które jest współcześnie interpretowane jako symbol grzechu i zepsucia.